# هراتشيا بيتيكيان
هراشيا بيتيكيان (الأرمنية: Հրաչյա Պետիկյան) ولد في 23 فبراير 1960 في مدينة يريفان، هو رامي رياضي في الاتحاد السوفيتي التي أصبحت أرمينيا فيما بعد. كان بطل الأولمبياد عام 1992 في 50 مترا وبطل العالم أربعة مرات.
شارك في أربع دورات أولمبياد لثلاث دول مختلفة: اتحاد الجمهوريات الاشتراكية السوفياتية ، الفريق الموحد وأرمينيا.

## روابط خارجية
- هراتشيا بيتيكيان على موقع الاتحاد الدولي (الإنجليزية)
- هراتشيا بيتيكيان على موقع أوليمبيديا (الإنجليزية)